# Deutsche Gemeinschaft für Gerechtigkeit
Die Deutsche Gemeinschaft für Gerechtigkeit (Kurzform: DGG) war eine deutsche, regionale Kleinpartei, die in Sachsen zur Landtagswahl im September 2004 antrat.
Die am 8. November 2003 auf Schloss Schönfeld bei Großenhain gegründete Partei hatte Mitglieder des Neuen Forums, musste sich ab 2005 jedoch mit Vorwürfen auseinandersetzen, sie bzw. einige ihrer Mitglieder gehören dem rechten Spektrum an.
Zur sächsischen Landtagswahl trat sie 2004 mit fünf Bewerbern auf der Landesliste sowie Direktkandidaten in den drei Wahlkreisen Bautzen 1 (51), Kamenz 1 (53) und Kamenz 2 (54) an. Mit 0,4 % bzw. 8763 von 2.080.135 abgegebenen gültigen Stimmen erhielt die DGG unter den 13 zur Wahl zugelassenen Parteien die wenigsten Listenstimmen. In den drei Wahlkreisen mit Direktkandidaten der DGG gewann die CDU die Direktmandate.
Nach der Landtagswahl wollte die DGG zur Bundestagswahl 2005 antreten, allerdings sind ihre Landeslisten durch die Landeswahlausschüsse in Baden-Württemberg und Sachsen nicht zugelassen worden. Im Jahr 2006 trat die DGG nochmals im Zusammenhang mit einem Oppositionskongress in Erscheinung.
Zur Landtagswahl in Sachsen 2009 trat die Partei nicht mehr an. Bernd Ritter, einstiger Bundesvorsitzender der DGG, trat als parteiloser Kandidat für die Partei Die Linke in seiner Heimatstadt Bischofswerda zu den Stadtratswahlen 2009 und 2014 an.